# Scaldwell
Scaldwell is een civil parish in het bestuurlijke gebied Daventry, in het Engelse graafschap Northamptonshire met 302 inwoners.